# Invincibilul (serial)
Invincibilul (în engleză Invincible) este un serial animat pentru adulți⁠(d) cu supereroi⁠(d), creat de Robert Kirkman pentru platforma de streaming Amazon Prime Video, bazat pe seria de benzi desenate Image Comics cu același nume pe care Robert a creat-o cu Cory Walker și Ryan Ottley.
Serialul este produs de către studioul Skybound Entertaiment, Wind Sun Entertaiment, Point Gray Pictures și Amazon MGM Studios.
Serialul urmărește adolescentul Mark Grayson și transformarea sa într-un super-erou sub îndrumarea tatălui său, Nolan Grayson / Omni-Man, cel mai puternic super-erou de pe planetă. În timpul transformării sale, Mark se trezește că se luptă între viața personală și îndatoririle de supererou și este forțat să demonstreze că poate fi eroul ca tatăl său, fără să știe că există o conspirație sinistră care amenință lumea și îl va lăsa la întrebări. adevărata natură a rolului său. Steven Yeun joacă în serial ca Mark Grayson (Invincible) alături de Sandra Oh și JK Simmons ca mama și, respectiv, tatăl lui Mark, în timp ce membrii distribuției rămași au roluri recurente.

## Rezumat
Mark Grayson este un adolescent aparent normal al cărui tată Nolan este cel mai puternic supererou de pe planetă.
La scurt timp după vârsta de 17 ani, Mark începe să-și dezvolte propriile puteri și învață cum să le exercite cu ajutorul tatălui său, care se dovedește a nu fi atât de eroic pe cât credea, deoarece ascunde un secret întunecat, care începe să scape când el ucide cu brutalitate membrii celei mai mari echipe de supereroi din lume, Gardienii Globului.

## Distribuție și personaje

### Personaje principale
- Markus Sebastian (Mark) Grayson / Invincibilul - (vocea: Steven Yeun) - Personajul principal cu eponim. După ce și-a dezvoltat puterile la 17 ani, Mark descoperă realitățile dure de a fi un super-erou în timp ce se luptă să se definească împreună cu o furie berserker care se manifestă ca urmare a moștenirii sale viltrumite.
- Deborah „Debbie” Grayson -  (vocea: Sandra Oh) - mama lui Mark, soția lui Nolan, mama adoptivă a lui Oliver și un agent imobiliar⁠(d) cu experiență, care s-a obișnuit odată să fie soțul unui super-erou.
- Nowl-Ahn / Nolan Grayson / Omni-Man - (vocea: JK Simmons ) -  Tatăl lui Mark și Oliver și soțul lui Debbie. Născut pe planeta Viltrum dintr-o rasă extraterestră super-putere cunoscută sub numele de Viltrumites, părinții lui Omni-Man au murit în tinerețe înainte ca el să se alăture expansiunii intergalactice a Imperiului Viltrum cu câteva mii de ani în urmă. După ce a ajuns pe Pământ cu 20 de ani înainte de serial, Omni-Man este considerat cel mai puternic super-erou de pe planetă, cu o identitate civilă a unui bogat scriitor de călătorii

### Personaje recurente
- Samantha Eve Wilkins / Atom Eve / Phase One - (vocea de Gillian Jacobs ca adolescentă/tânăr adult, Jazlyn Ione ca preadolescent și Aria Kane ca copil) - o supereroină care manipulează materia/energia, fost membru al echipei de adolescenți și o invitată din noua listă a Guardians of the Globe care refuză să se alăture celui din urmă grup după ce a aflat colegul ei de echipă și fostul iubit Rex Splode a înșelat-o cu coechipierul Dupli-Kate. Luptându-se să-și găsească sensul de sine, ea alege să ajute oamenii direct cu acțiuni umanitare.
- William Francis Clockwell (exprimat de Andrew Rannells ) - cel mai bun prieten și confident civil al lui Mark.
- Amber Justine Bennett (cu vocea lui Zazie Beetz): colega de clasă perspicace și prima iubită a lui Mark.
- Agenția de Apărare Globală
- DA Sinclair
- Gardienii Globului
- Gemenii Mauler
- Killcannon

## Debut
După ce Amazon a comandat primul sezon al serialului, s-a confirmat că seria va fi compusă din opt episoade. 
Pe 22 ianuarie 2021, în timpul unui stream live care sărbătorește cea de-a 18-a aniversare a lui Invincible #1, Kirkman a dezvăluit că serialul va debuta pe 25 martie 2021 (miezul nopții EST), cu primele 3 episoade. 
Episoadele rămase aveau să fie lansate săptămânal ulterior. Pe 20 ianuarie 2023, a fost lansat un teaser trailer, în care Steven Yeun și Seth Rogen ca Invincible și, respectiv, Allen the Alien discută despre sezonul viitor.
În timpul San Diego Comic-Con , pe 21 iulie 2023, a fost afișat un al doilea trailer și s-a anunțat că prima parte a celui de-al doilea sezon va avea premiera pe 3 noiembrie 2023, cu partea a doua debutând pe 14 martie 2024. 
De asemenea, a fost anunțat că un episod special, numit Invincible: Atom Eve , va fi lansat mai târziu în acea zi.
Al treilea sezon este programat să fie lansat pe 6 februarie 2025.